# Folkomröstningen om kärnkraften i Sverige 1980
Folkomröstningen om kärnkraften i Sverige hölls den 23 mars 1980. Vid tillfället fanns 6 kärnreaktorer i drift, 4 var klara för start och 2 under byggnad. Folkomröstningen gällde tre förslag som kallades Linje 1, Linje 2 och Linje 3. De olika linjernas valsedlar talade alla om avveckling av kärnkraften. Linje 3 inom högst 10 år, de övriga i den takt som är möjlig med hänsyn till behovet av elektrisk kraft för upprätthållande av sysselsättning och välfärd, och att använda  "högst de 12 kärnkraftsreaktorer som i dag är i drift, färdiga eller under arbete", vilket alltså innebar utbyggnad av två nya reaktorer. Linje 2 fick flest röster och Linje 1 och Linje 2, som hade samma text på röstsedelns framsida, fick tillsammans ca 60 procent av rösterna.  
Utfallet blev 18,9 procent för Linje 1 (successiv avveckling), 39,1 procent för Linje 2 (successiv avveckling, offentligt ägande, hushållning) och 38,7 procent för Linje 3 (avveckling inom 10 år och satsning på alternativ). Valdeltagandet var 75,6 procent.

## Beslut om folkomröstning

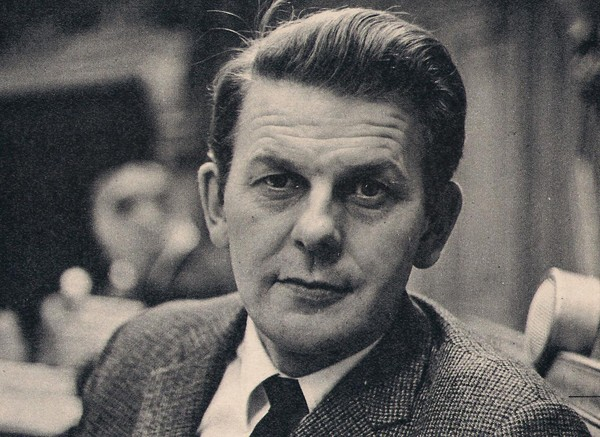
Thorbjörn Fälldin (C) var statsminister vid tiden för folkomröstningen.

Beslutet om folkomröstningen togs till följd av ökad insikt om kärnkraftens risker efter Harrisburgolyckan 1979 och med en växande opposition mot kärnkraften i Sverige. Alla riksdagspartier ställde upp på kravet på folkomröstning. Det viktigaste politiska skälet för en folkomröstning var att den borgerliga regeringen var oenig internt. Centerpartiet såg en avveckling som en mycket viktig fråga, medan de två andra partierna inte ställde upp på Centerpartiets linje. Man bestämde sig för att ha en folkomröstning och låta den styra, så att frågan inte skulle vara så splittrande för de borgerliga. Socialdemokraterna var också oeniga internt och ställde upp på en folkomröstning.
De politiska partierna i riksdagen sammanträdde i tre dagar för att formulera frågorna i folkomröstningen. Ordförande var statsminister Thorbjörn Fälldin (C). Ingvar Carlsson (S) har i efterhand hävdat att han i sin analys inför förhandlingarna kom fram till att det logiskt sett borde ha funnits fyra linjer. På nej-sidan ville många stänga kärnkraften omedelbart, men man var rädd att förlora många väljare som ansåg att detta skulle få alltför stora ekonomiska konsekvenser. Man samlade sig därför runt ett alternativ som förespråkade tio års avveckling (Linje 3). På ja-sidan fanns de som ville fortsätta att bygga ut kärnkraften. Inget parti vågade dock skriva det i klartextöppet och den blev därför inte representerad i folkomröstningen. Flera samhällsvetare samt politiker har i efterhand erkänt att just avsaknaden av ett ja-alternativ gjorde omröstningen till nära nog en demokratisk charad. Andra forskare och politiker menar att den demokratiska charaden snarare utgörs av att man 40 år senare fortfarande inte genomfört den beslutade avvecklingen.
Moderaterna, Folkpartiet och Socialdemokraterna förde separata förhandlingar för att formulera ett gemensamt ja-alternativ med innebörden att reaktorerna skulle få användas under sin tekniska livslängd, som uppskattades till 25 år. Dessa förhandlingar sprack slutligen främst på grund av att Moderaterna inte kunde acceptera tilläggsförslagen: att staten eller kommunerna skulle äga kärnkraftverken och att så kallade övervinster från privat produktion av vattenkraft skulle dras in genom beskattning.[källa behövs] Resultatet blev att Moderaterna drev Linje 1, Folkpartiet och Socialdemokraterna Linje 2 och att Centerpartiet och VPK (nuvarande Vänsterpartiet) ställde sig bakom Linje 3. KDS, nuvarande Kristdemokraterna (som då ännu inte var ett riksdagsparti), ställde sig också bakom Linje 3.

## Folkomröstningen

### Linje 1
Denna linje företräddes av Moderata samlingspartiet. Kampanjgeneral var Per Unckel. I folkomröstningen röstade 18,9 procent av väljarna på linje 1.
På valsedelns framsida fanns följande text:
I Sverige är nu sex kärnkraftsreaktorer i drift. Ytterligare fyra reaktorer är färdiga och två är under arbete.

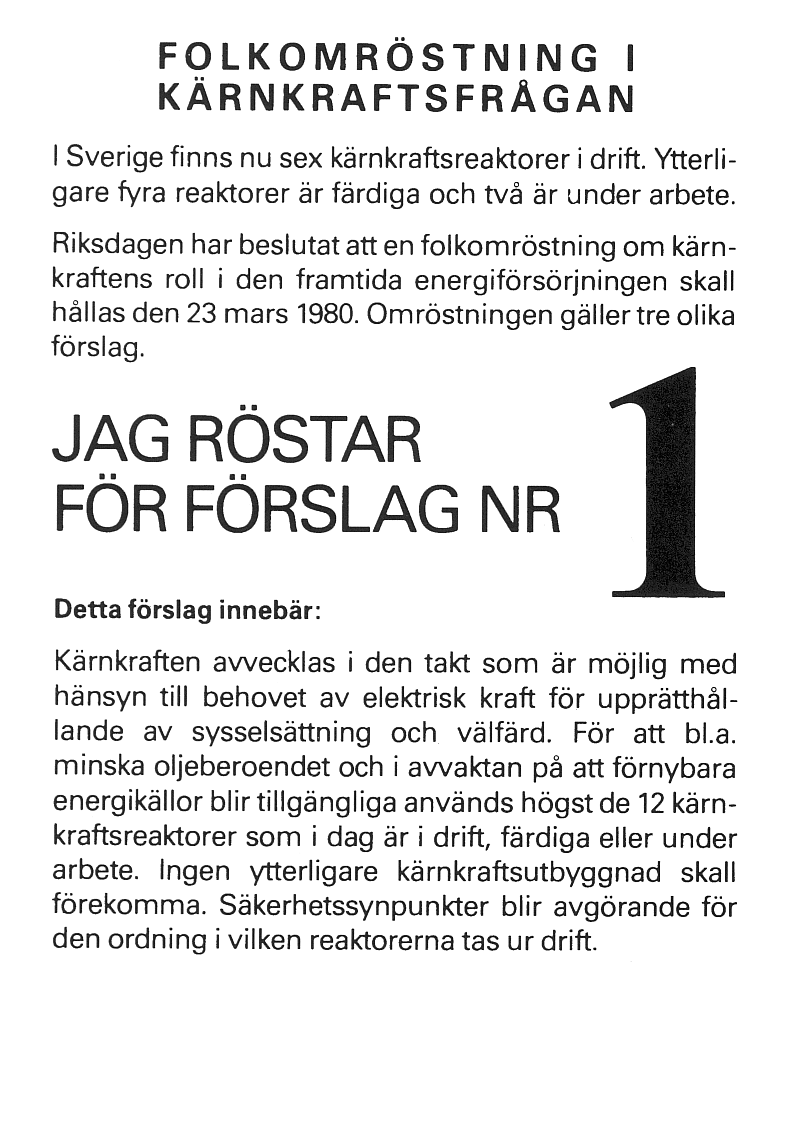
Valsedel för Linje 1. Texten är densamma som på linje 2 som dessutom hade en baksida.

Riksdagen har beslutat att en folkomröstning om kärnkraftens roll i den framtida energiförsörjningen skall hållas den 23 mars 1980. Omröstningen gäller tre olika förslag.
Jag röstar på förslag nummer 1.
Detta förslag innebär:

Kärnkraften avvecklas i den takt som är möjlig med hänsyn till behovet av elektrisk kraft för upprätthållande av sysselsättning och välfärd. För att bl.a. minska oljeberoendet och i avvaktan på att förnybara energikällor blir tillgängliga används högst de 12 kärnkraftsreaktorer som i dag är i drift, färdiga eller under arbete. Ingen ytterligare kärnkraftsutbyggnad skall förekomma. Säkerhetssynpunkter blir avgörande för den ordning i vilken reaktorerna tas ur drift.
Observera att denna text är identisk med texten på framsidan av valsedeln för linje 2.
Valsedeln hade ingen text på baksidan.

### Linje 2
Denna linje företräddes av Socialdemokraterna och Folkpartiet. Linje 2 leddes av Hans Blix. I folkomröstningen röstade 39,1 procent av väljarna på linje 2.
På valsedelns framsida fanns följande text:

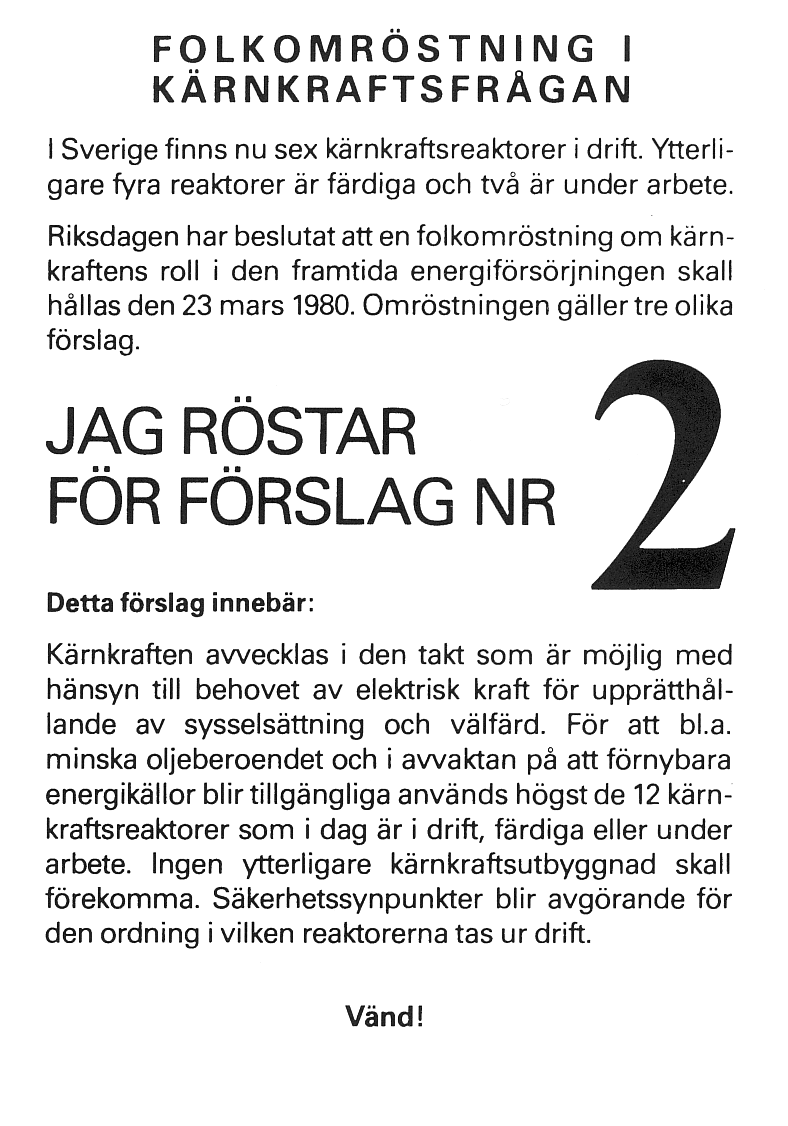

I Sverige är nu sex kärnkraftsreaktorer i drift. Ytterligare fyra reaktorer är färdiga och två är under arbete.
Riksdagen har beslutat att en folkomröstning om kärnkraftens roll i den framtida energiförsörjningen skall hållas den 23 mars 1980. Omröstningen gäller tre olika förslag.
Jag röstar på förslag nummer 2.
Detta förslag innebär:
Kärnkraften avvecklas i den takt som är möjlig med hänsyn till behovet av elektrisk kraft för upprätthållande av sysselsättning och välfärd. För att bl.a. minska oljeberoendet och i avvaktan på att förnybara energikällor blir tillgängliga används högst de 12 kärnkraftsreaktorer som i dag är i drift, färdiga eller under arbete. Ingen ytterligare kärnkraftsutbyggnad skall förekomma. Säkerhetssynpunkter blir avgörande för den ordning i vilken reaktorerna tas ur drift.

Vänd!
Observera att denna text är identisk med texten på valsedeln för linje 1.
På valsedelns baksida fanns följande text:
Energihushållningen bedrivs kraftfullt och stimuleras ytterligare. De svagaste grupperna i samhället skyddas. Åtgärder vidtas för att styra elkonsumtionen bl.a. för att förhindra direktverkande elvärme i ny permanentbebyggelse.

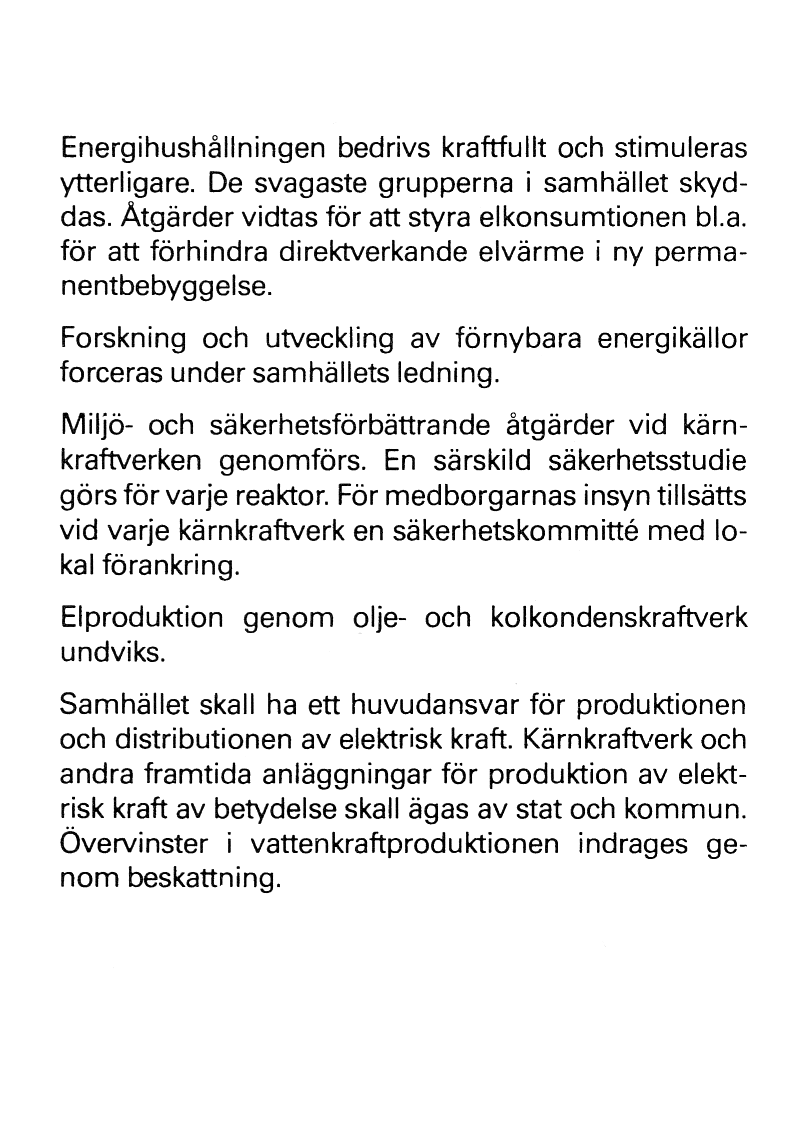
Baksida på valsedel för linje 2.

Forskning och utveckling av förnybara energikällor forceras under samhällets ledning.
Miljö- och säkerhetsförbättrande åtgärder vid kärnkraftverken genomförs. En särskild säkerhetsstudie görs vid varje reaktor. För medborgarnas insyn tillsätts vid varje kärnkraftverk en säkerhetskommitté med lokal förankring.
Elproduktion genom olje- och kolkondensverk undviks.

Samhället skall ha ett huvudansvar för produktionen och distributionen av elektrisk kraft. Kärnkraftverk och andra framtida anläggningar för produktion av elektrisk kraft av betydelse skall ägas av stat och kommun. Övervinster i vattenkraftproduktionen indrages genom beskattning.
Den sista punkten var kontroversiell och den viktigaste orsaken till att Moderaterna inte ansåg sig kunna ställa sig bakom linje 2.

### Linje 3
Denna linje företräddes av Centerpartiet, KDS och Vänsterpartiet kommunisterna. Linje 3:s ledare var Lennart Daléus. I folkomröstningen röstade 38,7 procent av väljarna på linje 3.
På valsedelns framsida fanns följande text:
I Sverige är nu sex kärnkraftsreaktorer i drift. Ytterligare fyra reaktorer är färdiga och två är under arbete.

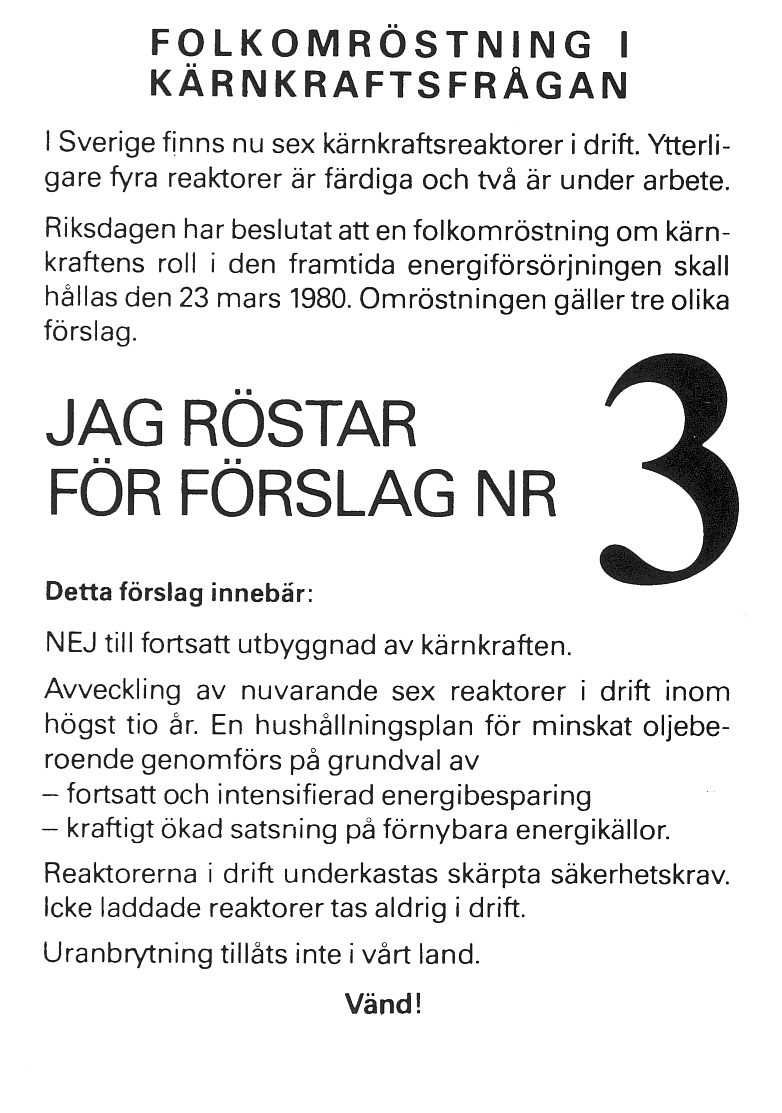
Valsedel linje 3 som också hade en baksida.

Riksdagen har beslutat att en folkomröstning om kärnkraftens roll i den framtida energiförsörjningen skall hållas den 23 mars 1980. Omröstningen gäller tre olika förslag.
Jag röstar på förslag nummer 3.
Detta förslag innebär:
NEJ till fortsatt utbyggnad av kärnkraften.
Avveckling av nuvarande sex reaktorer i drift inom högst tio år. En hushållningsplan för minskat oljeberoende genomförs på grundval av
0—0fortsatt och intensifierad energibesparing
0—0kraftigt ökad satsning på förnybara energikällor.
Reaktorerna i drift underkastas skärpta säkerhetskrav. Icke laddade reaktorer tas aldrig i drift.
Uranbrytning tillåts inte i vårt land.

Vänd!
På valsedelns baksida fanns följande text:
Om pågående eller kommande säkerhetsanalyser så kräver, innebär detta förslag självfallet att omedelbar avstängning skall ske.

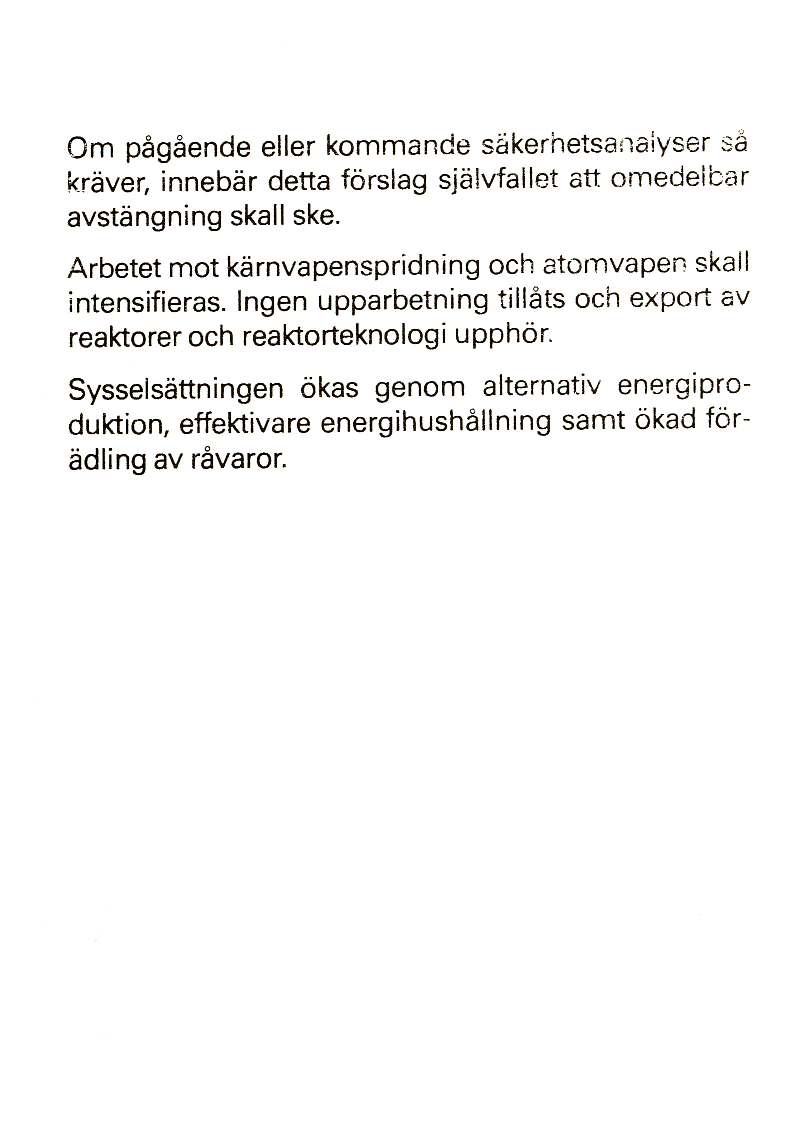
Baksida på valsedel för linje 3.

Arbetet mot kärnvapenspridning och atomvapen skall intensifieras. Ingen upparbetning tillåts och export av reaktorer och reaktorteknologi upphör.

Sysselsättningen ökas genom alternativ energiproduktion, effektivare energihushållning samt förädling av råvaror.

### Röstresultat
| Län                     | Linje 1 | Linje 1 | Linje 2   | Linje 2 | Linje 3   | Linje 3 | Blankröster | Blankröster | Totalt valdeltagande | Totalt valdeltagande |
| Län                     | Antal   | Procent | Antal     | Procent | Antal     | Procent | Antal       | Procent     | Antal                | Procent              |
| ----------------------- | ------- | ------- | --------- | ------- | --------- | ------- | ----------- | ----------- | -------------------- | -------------------- |
| Stockholms län          | 230 045 | 25,41   | 295 837   | 32,68   | 350 942   | 38,76   | 28 503      | 3,15        | 905 327              | 77,9                 |
| Uppsala län             | 25 219  | 18,0    | 52 642    | 37,6    | 58 051    | 41,4    | 4 273       | 3,0         | 140 185              | 78,6                 |
| Södermanlands län       | 23 946  | 16,56   | 67 192    | 46,46   | 48 110    | 33,27   | 5 367       | 3,71        | 144 615              | 76,2                 |
| Östergötlands län       | 42 343  | 18,93   | 95 022    | 42,49   | 77 278    | 34,56   | 9 011       | 4,03        | 223 654              | 75,0                 |
| Jönköpings län          | 29 717  | 17,06   | 67 137    | 38,56   | 71 314    | 40,95   | 5 984       | 3,44        | 174 152              | 76,4                 |
| Kronobergs län          | 16 909  | 17,54   | 35 669    | 37,01   | 40 702    | 42,23   | 3 098       | 3,21        | 96 378               | 74,6                 |
| Kalmar län              | 23 468  | 17,30   | 54 507    | 40,19   | 53 568    | 39,50   | 4 072       | 3,00        | 135 615              | 73,4                 |
| Gotlands län            | 4 161   | 13,67   | 10 474    | 34,41   | 14 843    | 48,76   | 964         | 3,17        | 30 442               | 73,2                 |
| Blekinge län            | 15 116  | 18,12   | 41 359    | 49,59   | 24 141    | 28,94   | 2 788       | 3,34        | 83 404               | 71,3                 |
| Kristianstads län       | 35 937  | 23,74   | 62 629    | 41,38   | 47 490    | 31,37   | 5 312       | 3,51        | 151 368              | 72,0                 |
| Malmöhus län            | 124 584 | 28,36   | 190 651   | 43,40   | 109 310   | 24,88   | 14 745      | 3,36        | 439 290              | 76,9                 |
| Hallands län            | 24 695  | 18,70   | 45 813    | 34,69   | 56 498    | 42,78   | 5 059       | 3,83        | 132 065              | 77,5                 |
| Göteborgs och Bohus län | 80 584  | 19,30   | 145 791   | 34,92   | 177 136   | 42,42   | 14 034      | 3,36        | 417 545              | 75,7                 |
| Älvsborgs län           | 39 797  | 16,45   | 91 748    | 37,92   | 101 869   | 42,11   | 8 508       | 3,52        | 241 922              | 76,1                 |
| Skaraborgs län          | 24 557  | 16,13   | 52 248    | 34,32   | 70 079    | 46,03   | 5 363       | 3,52        | 152 247              | 75,6                 |
| Värmlands län           | 25 224  | 15,02   | 67 239    | 41,68   | 63 929    | 39,63   | 4 924       | 3,05        | 161 316              | 73,0                 |
| Örebro län              | 21 975  | 13,79   | 69 127    | 43,37   | 63 162    | 39,62   | 5 136       | 3,22        | 159 400              | 75,8                 |
| Västmanlands län        | 29 375  | 20,02   | 64 666    | 44,08   | 46 922    | 31,98   | 5 738       | 3,91        | 146 701              | 75,4                 |
| Kopparbergs län         | 19 249  | 11,91   | 65 725    | 40,67   | 71 112    | 44,00   | 5 531       | 3,42        | 161 617              | 73,7                 |
| Gävleborgs län          | 17 145  | 10,32   | 69 911    | 42,08   | 74 080    | 44,59   | 5 000       | 3,01        | 166 146              | 72,9                 |
| Västernorrlands län     | 15 831  | 10,09   | 67 923    | 43,28   | 68 661    | 43,75   | 4 519       | 2,88        | 156 934              | 76,0                 |
| Jämtlands län           | 7 250   | 9,58    | 31 259    | 41,30   | 35 120    | 46,40   | 2 058       | 2,72        | 75 687               | 72,4                 |
| Västerbottens län       | 13 734  | 9,81    | 56 827    | 40,58   | 65 938    | 47,09   | 3 527       | 2,52        | 140 026              | 76,6                 |
| Norrbottens län         | 14 107  | 9,91    | 67 948    | 47,75   | 56 656    | 39,81   | 3 589       | 2,52        | 142 300              | 71,6                 |
| Hela riket              | 904 968 | 18,94   | 1 869 344 | 39,12   | 1 846 911 | 38,65   | 157 103     | 3,29        | 4 778 326            | 75,6                 |

Tabell över röstfördelningen i folkomröstningen om kärnkraft. Rösterna är uppdelade på län. Respektive linjes bästa respektive sämsta län har markerats i fet stil.

## Efter folkomröstningen

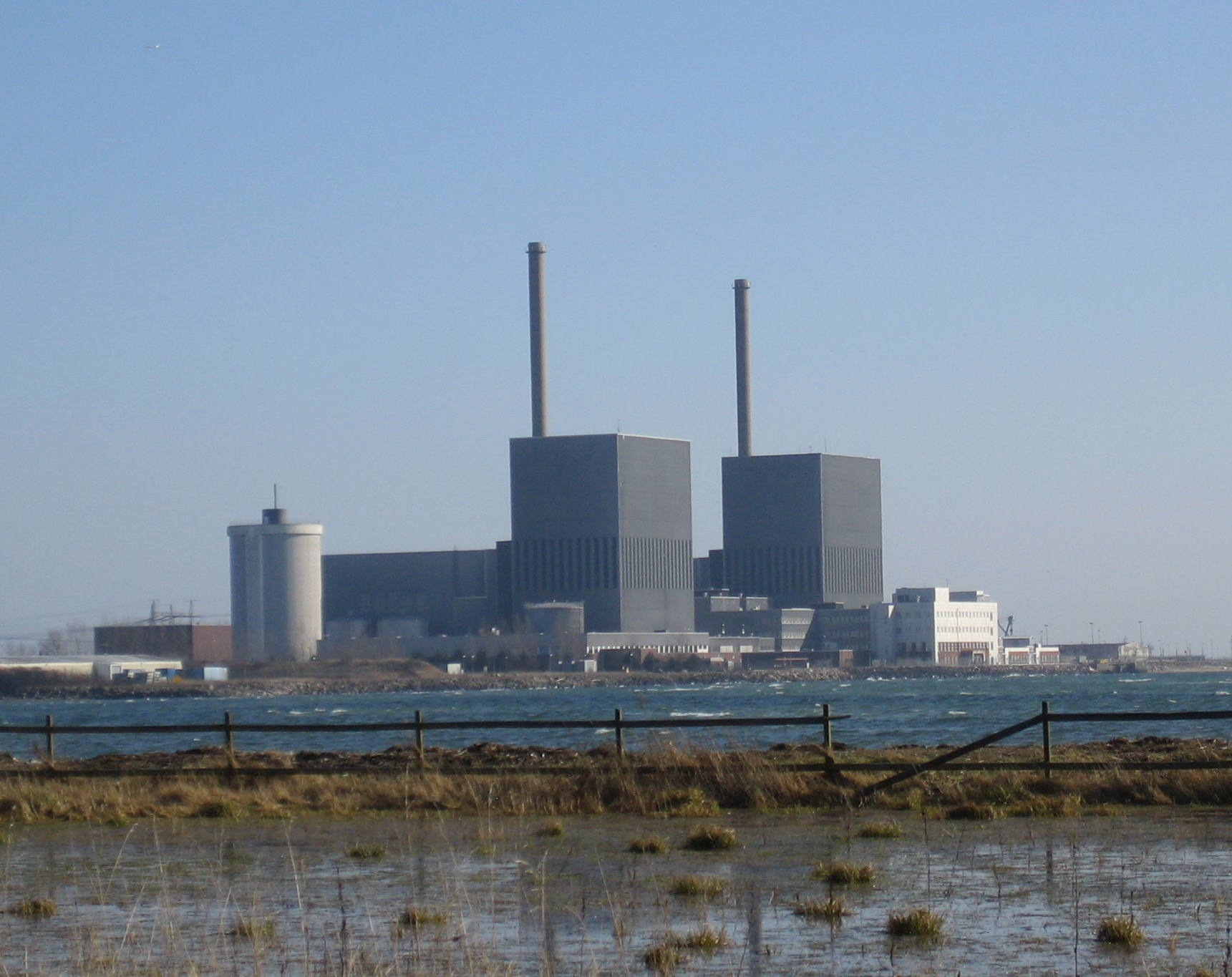
Barsebäcks kärnkraftverk med två reaktorer stängdes ned 1999 (B1) och 2005 (B2) med politiska beslut efter påtryckningar från Danmark. Oskarshamn 1 och 2 och Ringhals 1 och 2 stängdes senare ner.

Efter folkomröstningen beslutade riksdagen att alla reaktorer skulle vara avvecklade till år 2010. Man fastnade för denna tidpunkt eftersom Forsmark 3 och Oskarshamn 3, som skulle tas i bruk först 1985, antogs ha en teknisk livslängd på 25 år. Årtalet 2010 var inte formellt en del av någon av linjerna i folkomröstningen, men det kom att användas i kampanjen för Linje 2. 
År 1997 beslutade riksdagen (1997:1320) om kärnkraftens avveckling utan att något slutdatum fastställdes. Istället beslutades att "omställningen skall genomföras på ett sätt som gör det möjligt att tillförsäkra svensk industri och samhället i övrigt el på internationellt konkurrenskraftiga villkor" och regeringen gavs rätt att besluta om sluttidpunkten för varje enskild kärnkraftsreaktor. 
Den 17 juni 2010 röstade riksdagen ja till att tillåta byggande av nya reaktorer för att ersätta de befintliga, något som inte fanns med bland alternativen i kärnkraftsomröstningen.
Nu 40 år efter folkomröstningen har Sverige åter 6 reaktorer sedan Ringhals 1 stängts ner i december 2020. Utvecklingen av den förnybara energin som linje tre ville satsa på har gått starkt framåt. 2018 stod förnybar energi för 95 % av nyinstallerad elproduktionskapacitet i EU. I Sverige byggs vindkraften ut i snabb takt. 1980 levererade vindkraften i Sverige mindre än 0,001 TWh medan kärnkraften levererade 25 TWh el. 2024 beräknas vindkraften leverera 47 TWh, solkraften 3 TWh och kärnkraften 52 TWh. Svenska kraftnät skriver i sin långsiktiga marknadsanalys "Vindkraft är det kraftslag som kräver lägst elpris för att kunna motivera nyetablering och följaktligen det kraftslag som ser den största tillväxten fram till år 2040 i samtliga scenarier". Referensalternativet för 2040 innehåller 89 TWh el från vind och sol och noll från kärnkraft. Efter riksdagsvalet 2022 och valvinsten för de borgerliga partierna (M, KD, L) och SD är en expansion av den svenska kärnkraften med byggnation av nya reaktorer trolig.